# Philygria vittipennis
Philygria vittipennis är en tvåvingeart som först beskrevs av Zetterstedt 1838.  Philygria vittipennis ingår i släktet Philygria och familjen vattenflugor.
Artens utbredningsområde är Sverige. Arten är reproducerande i Sverige. Inga underarter finns listade i Catalogue of Life.